# Nygolaimus hartingi
Nygolaimus hartingi är en rundmaskart. Nygolaimus hartingi ingår i släktet Nygolaimus och familjen Nygolaimidae. Inga underarter finns listade i Catalogue of Life.